# ديك بينيت
ديك بينيت (بالإنجليزية: Dick Bennett)‏ هو مدرب كرة سلة أمريكي، ولد في 20 أبريل 1943 في بيتسبرغ في الولايات المتحدة.